# Limnaecia
Limnaecia là một chi bướm đêm thuộc họ Cosmopterigidae.

## Các loài chọn lọc
- Limnaecia adiacrita Turner, 1923
- Limnaecia anisodesma Lower, 1904
- Limnaecia bisignis Meyrick, 1921
- Limnaecia callimitris Meyrick, 1897
- Limnaecia camptosema Meyrick, 1897
- Limnaecia charactis Meyrick, 1897
- Limnaecia chionospila Meyrick, 1897
- Limnaecia chromaturga (Meyrick, 1915)
- Limnaecia chrysonesa Meyrick, 1897
- Limnaecia chrysothorax Meyrick, 1920
- Limnaecia cirrhosema Turner, 1923
- Limnaecia cirrhozona Turner, 1923
- Limnaecia crossomela Lower, 1908
- Limnaecia cybophora Meyrick, 1897
- Limnaecia definitiva (T.P. Lucas, 1901)
- Limnaecia elaphropa Turner, 1923
- Limnaecia epimictis Meyrick, 1897
- Limnaecia eristica Meyrick, 1919
- Limnaecia eugramma Lower, 1899
- Limnaecia hemidoma Meyrick, 1897
- Limnaecia hemimitra Turner, 1923
- Limnaecia heterozona Lower, 1904
- Limnaecia ida Lower, 1908
- Limnaecia iriastis Meyrick, 1897
- Limnaecia isodesma Lower, 1904
- Limnaecia isozona Meyrick, 1897
- Limnaecia leptomeris Meyrick, 1897
- Limnaecia leptozona Turner, 1923
- Limnaecia leucomita Turner, 1923
- Limnaecia loxoscia Lower, 1923
- Limnaecia lunacrescens (T.P. Lucas, 1901)
- Limnaecia monoxantha (Meyrick, 1922)
- Limnaecia novalis Meyrick, 1920
- Limnaecia ochrozona Meyrick, 1897
- Limnaecia orbigera Turner, 1923
- Limnaecia orthochroa (Lower, 1899)
- Limnaecia pallidula Turner, 1923
- Limnaecia phragmitella Stainton, 1851
- Limnaecia platychlora Meyrick, 1915
- Limnaecia platyochra Turner, 1923
- Limnaecia platyscia Turner, 1923
- Limnaecia polyactis Meyrick, 1921
- Limnaecia polycydista Turner, 1926
- Limnaecia pterolopha Meyrick, 1920
- Limnaecia scoliosema Meyrick, 1897
- Limnaecia stenosticha Turner, 1926
- Limnaecia symplecta Turner, 1923
- Limnaecia syntaracta Meyrick, 1897
- Limnaecia tetraplanetis Meyrick, 1897
- Limnaecia triplaneta Meyrick, 1921
- Limnaecia trisema Meyrick, 1897
- Limnaecia trissodesma (Meyrick, 1887)
- Limnaecia xanthopelta Lower, 1903
- Limnaecia xanthopis Meyrick, 1920
- Limnaecia zonomacula Lower, 1908
- Limnaecia zotica Meyrick, 1921

## Hình ảnh

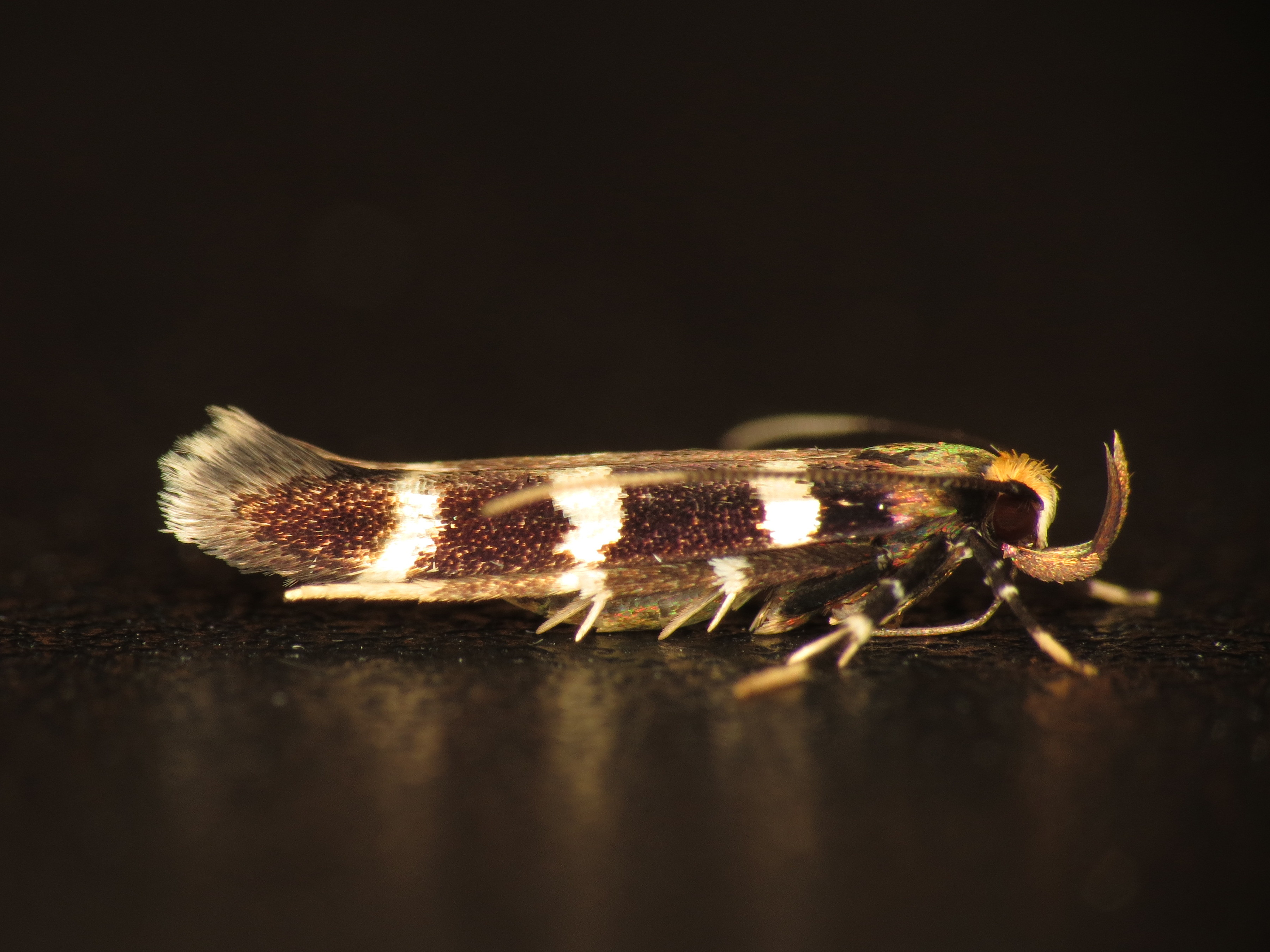
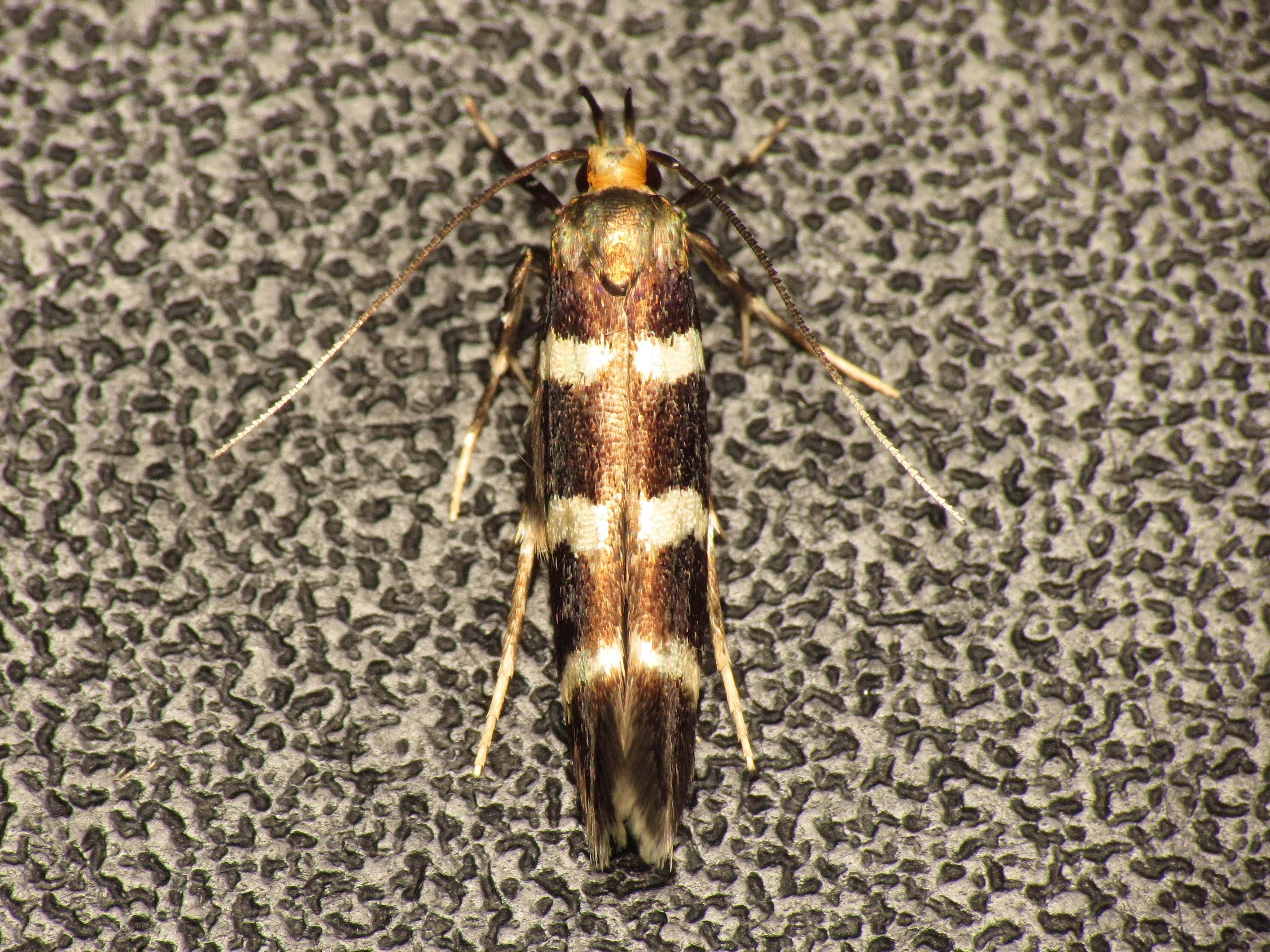
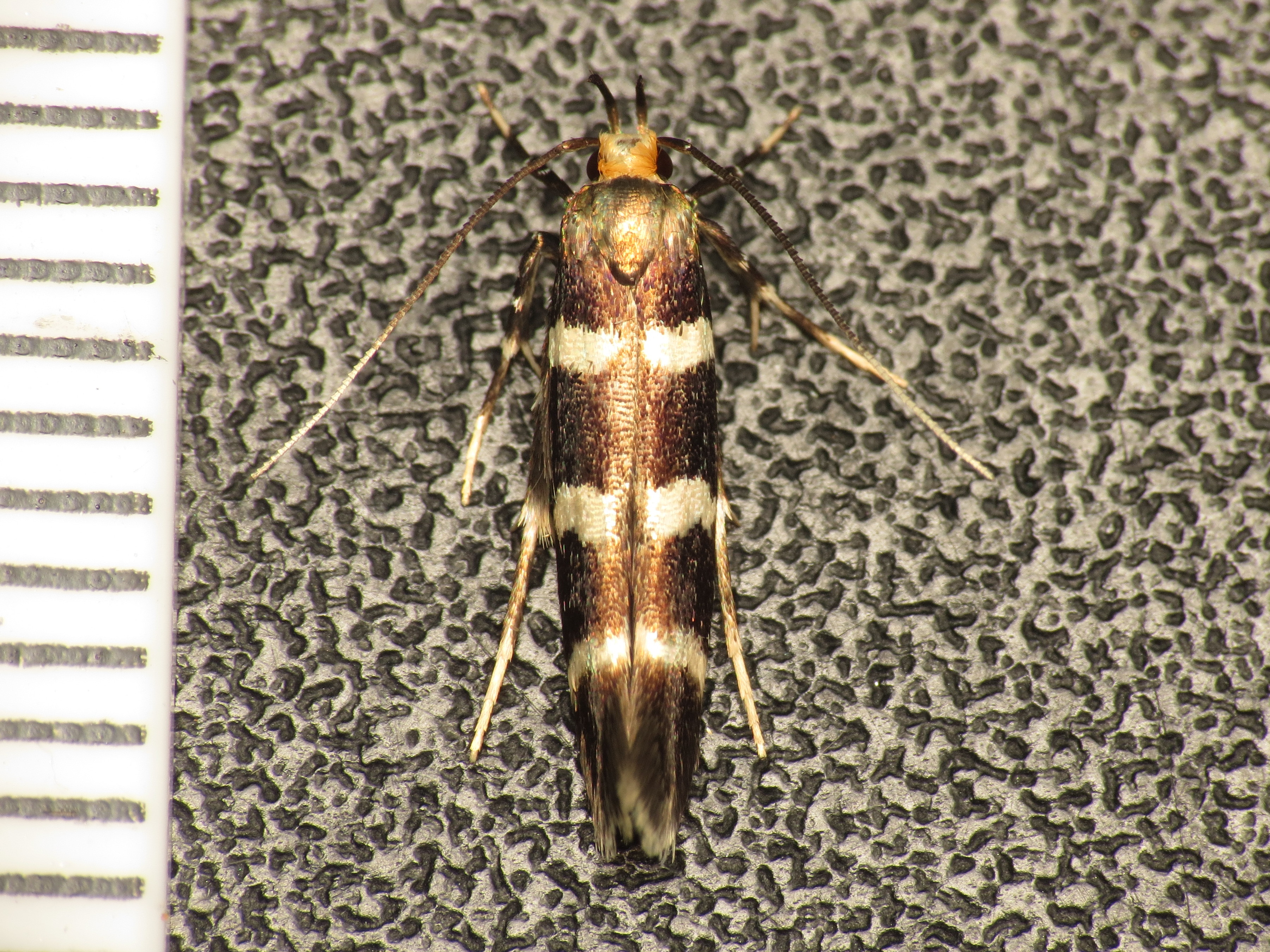
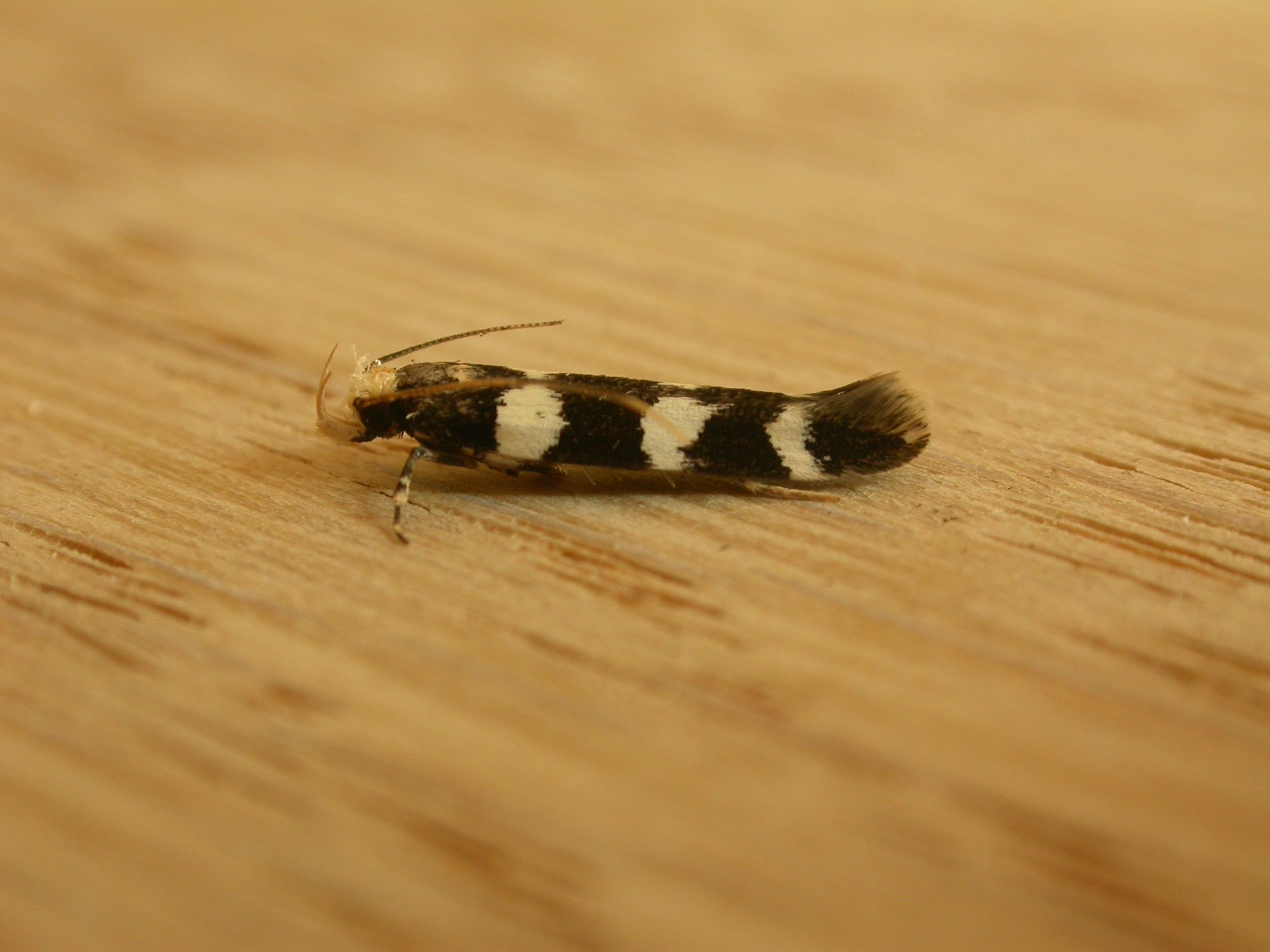